# Paragambrus sapporonis
Paragambrus sapporonis är en stekelart som först beskrevs av Tohru Uchida 1930.  Paragambrus sapporonis ingår i släktet Paragambrus och familjen brokparasitsteklar. Inga underarter finns listade i Catalogue of Life.